# Misty Jean
Misty Jean (sinh năm 1980 tại Haiti) là cựu ca sĩ và ca sĩ của Miss West Indies. Cô hát bằng tiếng Haiti Creole/tiếng Pháp và cả tiếng Anh.

## Tiểu sử
Misty Jean bắt đầu biểu diễn từ năm ba tuổi với học viện khiêu vũ Lynn W. Rouzier. Cô bắt đầu hát từ năm bảy tuổi trong các cuộc thi hát nghiệp dư. Kể từ đó, niềm đam mê âm nhạc của cô trở thành nỗi ám ảnh. Tại trường"Anglade" nơi cô tốt nghiệp, cô được mệnh danh là nghệ sĩ độc tấu của dàn hợp xướng và trở thành người nổi tiếng trong khu phố ngay lập tức.
Năm 1998, cô tham gia La Soiree Magique De La Guitare cùng với nghệ sĩ piano nổi tiếng Raoul Denis Jr. và anh em The Widmaier. Năm 1999, cô được Haitel, công ty điện thoại di động hàng đầu Haiti chọn làm người phát ngôn của họ trong một chiến dịch quảng cáo lớn.
Trong tháng 2 năm 2001, cô đã bay tới đảo Saint Maarten nơi cô đại diện cho Haiti trong số hai mươi hai quốc gia khác để nhận danh hiệu Hoa hậu Tây Ấn. Vào ngày 21 tháng 2, cô đã giành chiến thắng trong cuộc thi dành cho tài năng xuất sắc nhất và đăng quang Hoa hậu Tây Ấn.
Vào ngày 27 tháng 5 năm 2001, cô hát tại Ritz Kinam ở Pétion-Ville, Haiti, trong đêm nhạc mang tên"Femme" của Yole Derose. Cô cũng có thể được tìm thấy trong Caribbean Escape of Raoul Denis Jr.
Vào tháng 2 năm 2002, cô được trao vương miện Hoa hậu de la Francophonie tại Port-au-Prince, Haiti.
Vào tháng 3 năm 2003, cô đã biểu diễn tại Diva's Night tại Gusto ở Miami Lakes, Florida. Vào ngày 13 tháng 4 năm 2003, cô được trao vương miện Nữ hoàng Carnival tại Greater Miami Mardi Gras.
Album tiếng Pháp / Creole đầu tiên của cô mang tên Plus Pres De Toi đã được phát hành vào tháng 6 năm 2004. Nó bao gồm các bản hit như"Patizan","Ce Ou Mwen Vle","Maladie D'amour" và nhiều hơn nữa.
Vào ngày 4 tháng 7 năm 2004, cô biểu diễn trực tiếp tại Công viên Bayfront cùng với Lil 'Kim. Vào tháng 8 năm 2004, cô bắt đầu chuyến lưu diễn ở Antilles của Pháp, nơi cô biểu diễn đáng chú ý cho nhiều khán giả. Vào tháng 12 năm 2005, cô biểu diễn tại Bataclan ở Paris, Pháp. Vào tháng 2 năm 2006, cô biểu diễn tại Công viên bicent Years cho Greater Miami Mardi Gras, ở Florida.
Album thứ hai của cô mang tên Konpa A Gogo được phát hành vào tháng 5 năm 2006. Nó bao gồm các bài hát nổi tiếng:"Konpa A Gogo" kết hợp với Kaysha,"Car Wash","Paradi Lanmou","S'abandonner" một bản song ca với Thierry Cham,"Hear Tam Tam"và" Camionette".
Vào tháng 12 năm 2006, cô đã phát hành album trực tiếp đầu tiên của mình với ban nhạc gồm các nhạc sĩ tài năng rất trẻ.
Vào tháng 1 năm 2007, cô đã tổ chức Lễ hội Độc lập Haiti tại Công viên Bayfront.
Album solo thứ ba của cô Li Pa Two Ta phát hành vào tháng 4 năm 2008 có các bản hit sau:"Kijan Lari A Ye","Rev Mwen","Tu pleures","Vini'm Bo'w","Li Pa Two Ta","Lanmou Tounen Prizon","Vale Fan'm","Hommage A Ti Manno","Tam Tam" kết hợp với rapper người Puerto Rico Shino. Một số nhà sản xuất, nhạc sĩ và nghệ sĩ tài năng đã tham gia vào dự án này.
Vào tháng 2 năm 2009, cô đã biểu diễn cùng ban nhạc của mình trên chiếc phao của Unitransfer tại Jacmel Carnival ở Haiti. Trong cùng thời gian đó, cô đã biểu diễn tại Concert Sôcôla tại Công viên giải trí danh tiếng của công viên lịch sử ở Port-au-Prince.
Vào ngày 25 tháng 6 năm 2009, cô đã xuất hiện lần đầu tiên trong bộ phim The Price to Pay của Mora Etienne Jr. trong đó cô đóng vai chính của"Zoulmie".
Cô đã phát hành năm video được phát sóng thường xuyên:"Kijan La Ri A Ye","Tam Tam hợp tác với Shino","Paradi Lanmou","Maladie D'Amour" và"Ce Ou Mwen Vle".
Album solo thứ tư của cô Just Like That sẽ được phát hành vào tháng 2 năm 2011   Nó chứa các bài hát sau:"Just Like That","Nou Pa Ka Zanmi","The Only One","Nou Kwe" (Duet With Tanya St Val),"Sa Red","Booty Call","Gradiasyon","Ton vắng mặt" (song ca với Oswald),"Lumane Cazimir","Peyizan","Sispan'n Koupe","Jwi La Vi","A Gogo","Tonton Nwel".
Cô hiện cũng đang làm việc cho album tiếng Anh đầu tiên của mình sẽ được phát hành vào cuối năm 2011. 

## Giải thưởng
Cô đã được trao giải Nữ ca sĩ của năm bởi Ticket D'Or của Ticket Magazine ở Haiti năm 2004.
Cô đã được trao giải Nữ ca sĩ của năm bởi Ticket D'Or năm 2006.
Cô được Opamizik trao giải Nữ nghệ sĩ xuất sắc nhất năm 2008.

### Video âm nhạc
- Ce Ou Mwen Vle, YouTube
- Maladie D'amour, YouTube
- Paradie Lanmou, YouTube
- Kijan Lari A Ye, YouTube
- Nghe Tâm Tâm, YouTube